# إسحاق ماركس
وُلد إسحاق ماير ماركس (بالإنجليزية: Isaac Meyer Marks) (من مواليد 1935) في كيب تاون، جنوب أفريقيا . درس مارك الطب هناك، وتخرّج في عام 1956. بدأ تدريبه كطبيب نفسي في عام 1960 في جامعة لندن (في مستشفى بيثليم-مودسلي) وأكمل تدريبه في عام 1963. كان مارك من بين مؤسسي الكلية الملكية للأطباء النفسيين في عام 1971، وانتُخب في عام 1976 زميلا.
أجرى مارك بين عامي 1964 و 2000 بحوثًا طبية في معهد الطب النفسي، جامعة لندن، ومستشفى بيثلم-مودسلي، وتعاون مع كبير موظفي التمريض هناك، إيلين سكيلرن، لتطوير دورة مبتكرة للممرضين في العلاج النفسي السلوكي، والتي بدأت في عام 1973. أصبح زميلًا فخريًا بلطب النفسي في المعهد في عام 1968، وأستاذ علم النفس النفسي التجريبي في عام 1978. ثم أصبح في عام 2000 أستاذًا فخريًا.
أدار مارك في الفترة من 2000 إلى 2003 عيادة مساعدة ذاتية بمساعدة الحاسوب في كلية إمبريال كوليدج، حيث كان أستاذًا زائرًا، كما يعمل الآن أيضًا أستاذًا فخريًا في جامعة أمستردام الحرة.
شملت بحوث ماركس علاج القلق والرهاب والوسواس القهري والعجز الجنسي والتفاعلات بين الأدوية والعلاج النفسي السلوكي. طور مارك برنامج تدريب الممرضين النفسيين النفسيين السلوكي (الذي صاغ مصطلح "مُعالج حافي القدمين"، على غرار مصطل ماو تسي تونغ الأطباء الحفاة)؛ وبرنامج الرعاية المجتمعية للمرض العقلي الخطير؛ والرعاية الصحية وتقييم الفعالية من حيث التكلفة. كما قام مارك بتطوير وسائل مساعدة حاسوبية لتقييم نتائج العلاج والمساعدة الذاتية على حد سواء - وهي مسائل لا تزال تشكل مصلحة مركزية.
كما كان له دور أساسي في إنشاء منظمة المساعدة الذاتية الانتصار على الفوبيا بالإنجليزية Triumph Over Phobiaوكان عضوًا مؤسسًا في BABCP.
تزوج مارك من شولا ماركس.

## مؤلفاته
- العيش مع الخوف: فهم والتكيف مع القلق (1978) إيسبن (رقم دولي معياري للكتاب) 0-07-040396-1
- لب وممارسة الطب النفسي والعصبي (1988) إيسبن (رقم دولي معياري للكتاب) 0-88048-162-5
- الممارسة النفسية والسلوكية المعرفية (مقدمة) (1991) إيسبن (رقم دولي معياري للكتاب) 0-521-41741-4
- المساعدة العملية: العلاج النفسي بمساعدة الحاسوب (2007) إيسبن (رقم دولي معياري للكتاب) 978-1-84169-679-9
- المخاوف، الرهاب، والطقوس: الذعر، القلق، واضطراباتهم (1987) إيسبن (رقم دولي معياري للكتاب) 0-19-503927-0